# تو میری (ترانه اینا)
«تو میری» (به اسپانیایی: Te Vas، انگلیسی: You Go) ترانه‌ای از خواننده اهل رومانی اینا است، که در ۳۱ مه ۲۰۱۹ به عنوان پنجمین تک‌آهنگ از آلبوم یو (۲۰۱۹) برای دانلود دیجیتال توسط گلوبال رکوردز منتشر شد.